# 油酸汞
油酸汞是一种化合物，化学式为Hg(C17H33COO)2。它可由乙酸汞和油酸在100 °C反应得到；或由氧化汞和油酸反应制得。它的水合物在加热时，失水前会分解，生成金属汞，酸则被氧化为深色的油状液体。它可用于合成硒化汞纳米晶。